# Barry Coe
Barry S. Coe  (n. 26 noiembrie 1934, Los Angeles, California, SUA – d. 16 iulie 2019, Palm Desert⁠(d), California, SUA) a fost un actor american. A apărut în film și la televiziune în perioada 1956–1978. Multe dintre rolurile sale de film au fost minore, dar a jucat ca vedetă împreună cu Jayne Mansfield într-o serie, intitulată Follow the Sun, care a fost difuzată pe ABC în sezonul 1961–62. De asemenea, a interpretat rolul "Mr. Goodwrench" în reclame TV din anii 1970 - anii 1980. În 1960, a primit Premiul Globul de Aur pentru cel mai bun actor debutant.

## Filmografie
| An   | Titlu                                  | Rol                    | Note                  |
| ---- | -------------------------------------- | ---------------------- | --------------------- |
| 1955 | House of Bamboo                        | Captain Hanson's Aide  | nemenționat           |
| 1955 | How to Be Very, Very Popular           | Student                | nemenționat           |
| 1956 | On the Threshold of Space              | Communications Officer |                       |
| 1956 | D-Day the Sixth of June                | Helmsman               | nemenționat           |
| 1956 | Love Me Tender                         | Mr. Davis              |                       |
| 1957 | Peyton Place                           | Rodney Harrington      |                       |
| 1958 | Thundering Jets                        | Capt. 'Cotton' Davis   |                       |
| 1958 | The Bravados                           | Tom                    |                       |
| 1959 | A Private's Affair                     | Jerry Morgan           |                       |
| 1959 | But Not for Me                         | Gordon Reynolds        |                       |
| 1960 | One Foot in Hell                       | Stu Christian          |                       |
| 1960 | The Wizard of Baghdad                  | Prince Husan           |                       |
| 1962 | Cei 300 de spartani (The 300 Spartans) | Phylon                 |                       |
| 1965 | A Letter to Nancy                      | Pastor Bob Allen       |                       |
| 1966 | The Cat                                | Walt Kilby             |                       |
| 1966 | Fantastic Voyage                       | Communications Aide    |                       |
| 1971 | The Seven Minutes                      | Court Clerk            | nemenționat           |
| 1972 | One Minute Before Death                | Joseph Hudson          |                       |
| 1973 | Doctor Death: Seeker of Souls          | Fred Saunders          |                       |
| 1976 | El hombre desnudo                      |                        |                       |
| 1977 | MacArthur                              | Reporter TV            |                       |
| 1978 | Fălci 2 (Jaws 2)                       | Andrews                | (ultimul rol de film) |